# Вила д'Оња
Вила д'Оња (итал. Villa d'Ogna) је насеље у Италији у округу Бергамо, региону Ломбардија.
Према процени из 2011. у насељу је живело 1935 становника. Насеље се налази на надморској висини од 536 м.

## Становништво
| 1931. | 1936. | 1951. | 1961. | 1971. | 1981. | 1991. | 2001. | 2011. |
| ----- | ----- | ----- | ----- | ----- | ----- | ----- | ----- | ----- |
| 1.891 | 1.908 | 1.836 | 1.990 | 1.727 | 1.649 | 1.682 | 1.744 | 1.971 |